# ميخائيل لانسينغ
ميخائيل لانسينغ (بالإنجليزية: Michael Lansing) هو لاعب كرة قدم أمريكي في مركز حراسة المرمى، ولد في 13 يونيو 1994 في Randolph, New York ‏ في الولايات المتحدة. لعب مع نادي فايله.